# Calanthe fargesii
Calanthe fargesii är en orkidéart som beskrevs av Achille Eugène Finet. Calanthe fargesii ingår i släktet Calanthe och familjen orkidéer. IUCN kategoriserar arten globalt som sårbar. Inga underarter finns listade i Catalogue of Life.